# Eritroferrone
L'eritroferrone è un ormone proteico, abbreviato in ERFE, codificato negli umani dal gene FAM132B. L'eritroferrone è prodotto dagli eritroblasti, inibisce l'azione dell'epcidina e quindi aumenta la quantità di ferro disponibile per la sintesi dell'emoglobina.

## Scoperta
È stato identificato nel 2014 nei topi in cui il trascritto è stato trovato nel midollo osseo, codificato dal gene Fam132b del topo. Il gene omologo nell'uomo è FAM132B e la sequenza è conservata in altre specie. La proteina viene sintetizzata da eritroblasti e secreta. La sua sequenza era stata precedentemente trovata espressa nel muscolo scheletrico del topo, chiamato miconectina (CTRP15), e collegata all'omeostasi lipidica.

## Struttura
L'eritroferrone nell'uomo viene trascritto come precursore di 354 aminoacidi, con un peptide segnale di 28 aminoacidi. Il gene del topo codifica per 340 proteine amminoacidiche che sono identiche al 71%l. L'omologia è maggiore nel C-terminal dove c'è un dominio simile a TNF-alfa.

## Funzione
L'eritroferrone è un ormone che regola il metabolismo del ferro attraverso le sue azioni sull'epcidina. Come mostrato nei topi e negli esseri umani, è prodotto negli eritroblasti, che proliferano quando vengono sintetizzati nuovi globuli rossi, come dopo un'emorragia quando è necessario più ferro (cosiddetta eritropoiesi da stress). Questo processo è governato dall'ormone renale, l'eritropoietina.
Il suo meccanismo d'azione è quello di inibire l'espressione dell'ormone epatico, l'epcidina. Il suo processo è regolato dall'ormone renale, l'eritropoietina. Sopprimendo questo, ERFE aumenta la funzione del canale di esportazione del ferro cellulare, la ferroportina. Ciò si traduce in un aumento dell'assorbimento di ferro dall'intestino e nella mobilitazione del ferro dai depositi, che possono essere utilizzati nella sintesi dell'emoglobina nei nuovi globuli rossi.
Topi mutanti carenti del gene codificante per l'eritroferrone hanno deficit transitorio di emoglobina transitoria e ridotta soppressione dell'epcidina in risposta a flebotomia con un ritardo nella ripresa dall'anemia.
Nel suo ruolo di miconectina, promuove anche l'assorbimento dei lipidi negli adipociti e negli epatociti.

## Regolazione
La sintesi dell'eritroferrone è regolata dal legame dell'eritropoietina al suo recettore e dall'attivazione della via di segnalazione Jak2 / Stat5.

## Significato clinico
Il significato clinico nell'uomo sta diventando chiaro.Da paralleli  studi sui topi, ci possono essere malattie in cui la sua funzione potrebbe essere rilevante. In un modello murino di talassemia, la sua espressione è aumentata, con conseguente sovraccarico di ferro, che è anche una caratteristica della malattia umana. È stato dimostrato un ruolo nel recupero dall'anemia di infiammazione nei topi e il coinvolgimento in anemie ereditarie con eritropoiesi inefficace, anemia di malattie renali croniche e anemia sideropenica refrattaria al ferro.
I livelli di eritroferrone nel sangue, rilevati da immunodosaggio, sono più elevati dopo la perdita di sangue o la somministrazione di eritropoetina. I pazienti con beta-talassemia hanno livelli molto alti e questi diminuiscono dopo trasfusione di sangue.Nei bambini con anemia da carenza di ferro sono stati rilevati livelli sierici di eritroferrone. Sono state mostrate associazioni inverse tra le concentrazioni di eritroferrone e l'emoglobina, il ferro, la saturazione della transferrina e la ferritina sierica.